# Estación de Waremme
La estación de Waremme es una estación de tren belga situada en Waremme, en la provincia de Lieja, región Valona.
Pertenece a la línea  de S-Trein Lieja.

## Situación ferroviaria
La estación se encuentra en la línea 36 (Bruselas-Lieja).

## Intermodalidad
| Línea | Procedencia         | Parada       | Destino      |
| ----- | ------------------- | ------------ | ------------ |
| 84    | LIÈGE Saint-Lambert | WAREMME Gare | WAREMME Gare |